# Emanuel Bjurström
Theodor Emanuel Bjurström (i riksdagen kallad Bjurström i Hedemora), född 29 oktober 1874 i Hedemora, död där 27 september 1939, var en svensk grosshandlare och politiker (folkpartist). 
Emanuel Bjurström, som var son till en skomakarmästare, blev själv skomakare i Hedemora 1891 och drev senare en grosshandel i sko- och läderbranschen. Han var ordförande i Hedemora stadsfullmäktige 1915 samt från 1918 och var även aktiv i NTO.
Han var riksdagsledamot i första kammaren för Kopparbergs läns valkrets från 1929 till sin död 1939. I riksdagen tillhörde han Frisinnade landsföreningens riksdagsparti Frisinnade folkpartiet före den liberala återföreningen hösten 1934. Han var bland annat ledamot i bankoutskottet 1936-1939 och ägnade sig bland annat åt alkoholpolitik. I riksdagen skrev ha 16 egna motioner bland annat om nykterhetsarbete. Andra motioner gällde avskaffande av drickspenningsystenemet vid hotell och restauranger samt problem med rävfarmar.
Bjurström är begravd på Hedemora kyrkogård.